# Genesis Potini
Genesis Wayne Potini, né le 5 septembre 1963 et mort le 15 août 2011 à Gisborne (Nouvelle-Zélande), est un joueur d'échecs néo-zélandais spécialiste de jeu éclair (ou blitz) qui a été le sujet d'un documentaire , The Dark Horse, sorti en salle en 2014.

## Postérité
L'histoire de Genesis Potini a servi de base au film néo-zélandais de 2014 The Dark Horse écrit et réalisé par James Napier Robertson.